# Aurizon Holdings Limited
Aurizon ist ein börsennotiertes Eisenbahnunternehmen in Australien. Es ist aus der QR Limited, der privatisierten Queensland Rail, hervorgegangen. Das Unternehmen transportiert jedes Jahr mehr als 250 Millionen Tonnen australischer Rohstoffe (in erster Linie Kohle und Schüttgut).
Es besitzt und betreibt außerdem eines der weltweit größten Gütereisenbahnnetze, das ca. 50 Bergwerke mit drei großen Häfen in Queensland verbindet.
Aurizon Holdings hat im Jahr 2021 das australische Schienengüterverkehrsunternehmen One Rail Australia (ehemals Genesee & Wyoming Australia) für 1,75 Mrd. USD erworben, um sich vom Kohletransport zu diversifizieren und die Kapazität für Massengüter zu erhöhen.

## Infrastruktur
Aurizon betreibt und verwaltet ein 2.670 km langes Schienennetz für schweren Güterverkehr, das „Central Queensland Coal Network“ (CQCN). Dieses besteht aus vier großen Teilnetzen:

### Moura-System
Das Moura-System ist mit dem Blackwater-System verbunden. Es liegt in Zentral-Queensland, südwestlich von Gladstone. Das System bedient die Industrie- und Landgemeinden des Dawson- und Callide Valleys.

### Blackwater-System
Das Blackwater-System ist das größte der vier Kohle-Systeme und bewältigt die zweithöchste Transportmenge. Es ist in Zentral-Queensland gelegen und bedient das Bowenbecken.

### Goonyella-System
Das Goonyella-System ist in Central Queensland gelegen und bedient das Bowenbecken. Es befördert die Kohle zum Hay Point Coal Terminal und Dalrymple Bay Coal Terminal.

### Newlands-System
Das Newlands-System befindet sich am nördlichen Ende des Bowenbeckens in Nord-Queensland. Es enthält einen Teil der North Coast Line zwischen Durroburra und Kaili sowie der Linie zum Hafen von Abbot Point.